# Суэц
Суэ́ц (араб. السويس‎, Эс-Сувайс) — город и крупный порт на северо-востоке Египта, расположен на северной оконечности Суэцкого залива Красного моря, у южного входа в Суэцкий канал (дал своё название каналу). Административный центр мухафазы Суэц. Население 417 тысяч человек (1998). Имеет две гавани: Порт-Ибрагим (Port Ibrahim) и Порт-Тауфик. Железнодорожными линиями и автострадами соединён с Каиром и Порт-Саидом. Развита нефтеперерабатывающая и химическая промышленность. Трубопровод до Каира доставляет в столицу продукты переработки нефти. Суэц является важной международной транзитной станцией для совершающих хадж в Мекку.
В VII веке возле современного Суэца было восточное окончание канала, соединявшего Красное море с Нилом.
В XVI веке город был крупной турецкой военно-морской базой.
После постройки в 1869 году Суэцкого канала город приобрёл статус важного международного порта.
Был сильно разрушен во время арабо-израильской войны в октябре 1973 года. Восстановлен после 1975 года.

## Климат
| Показатель                    | Янв. | Фев. | Март | Апр. | Май  | Июнь | Июль | Авг. | Сен. | Окт. | Нояб. | Дек. | Год  |
| ----------------------------- | ---- | ---- | ---- | ---- | ---- | ---- | ---- | ---- | ---- | ---- | ----- | ---- | ---- |
| Средний суточный максимум, °C | 19,4 | 21,2 | 23,6 | 28,5 | 32,4 | 35,1 | 36,1 | 37,7 | 33,2 | 30,1 | 25,4  | 20,7 | 28,4 |
| Средняя температура, °C       | 14,8 | 16,0 | 18,2 | 22,3 | 25,7 | 28,1 | 29,3 | 29,3 | 27,3 | 24,5 | 20,2  | 16,0 | 22,6 |
| Средний суточный минимум, °C  | 10,5 | 11,3 | 13,1 | 16,4 | 19,5 | 22,4 | 23,9 | 24,2 | 22,8 | 20,0 | 15,7  | 11,8 | 17,6 |
| Норма осадков, мм             | 5,0  | 2,0  | 4,0  | 1,0  | 0,0  | 0,0  | 0,0  | 0,0  | 0,0  | 0,0  | 2,0   | 3,0  | 17,0 |
| Источник: Climate Charts      |      |      |      |      |      |      |      |      |      |      |       |      |      |

## Экономика
- Суэцкий канал, Порт-Тауфик;
- металлургический завод.

## Города-побратимы
- Каир, Египет
- Порт-Саид, Египет

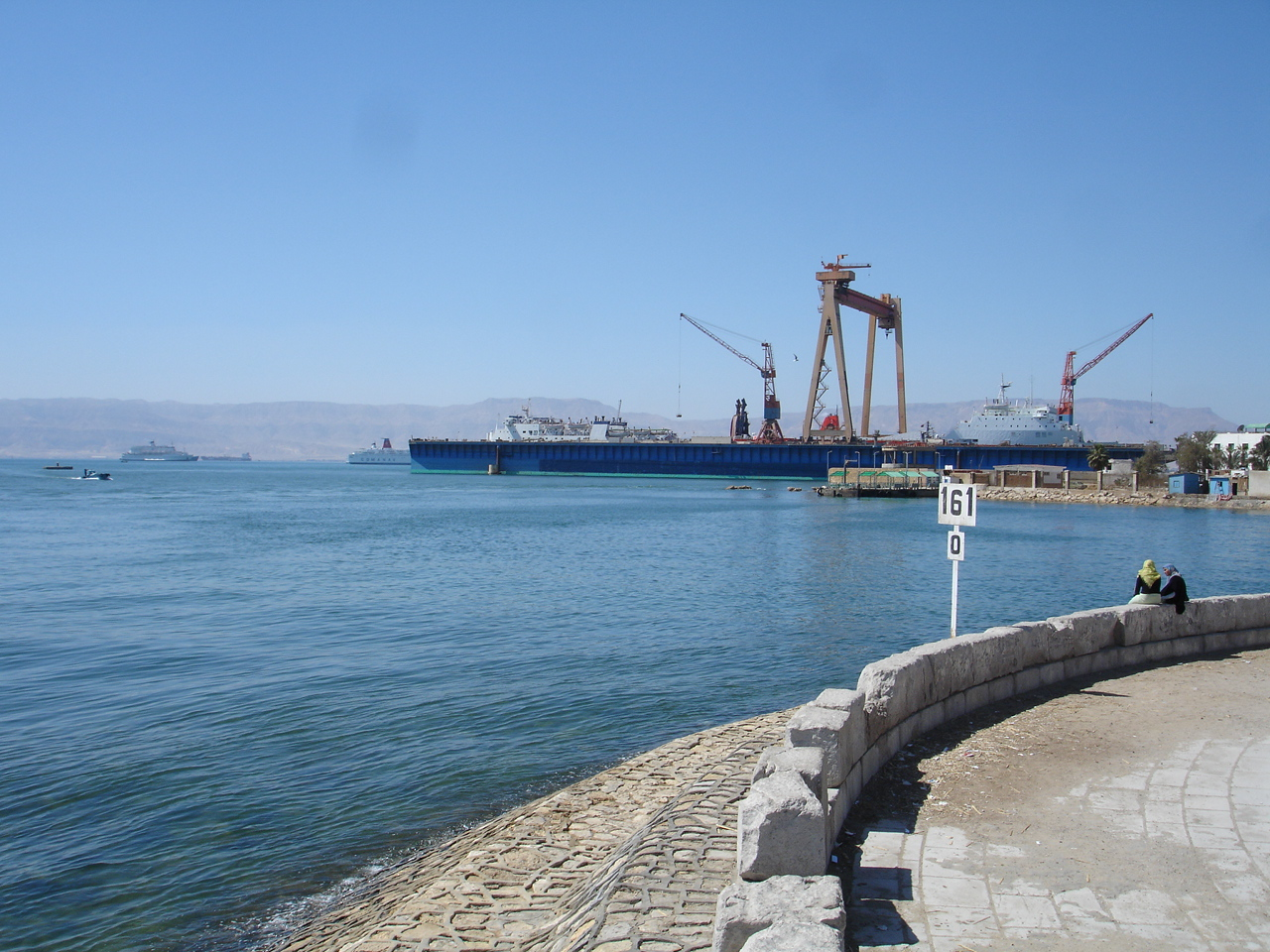
Порт-Тауфи, Суэц

- Мекка, Саудовская Аравия